# 和歌山県立陵雲高等学校
和歌山県立陵雲高等学校（わかやまけんりつりょううんこうとうがっこう）は、和歌山県和歌山市にあった通信制の高等学校。高校を中退した者や他校からの転校者の受け入れも行っていた。また、スクーリングは日曜日に行っていた。

## 沿革
- 1948年5月10日 - 和歌山県立桐蔭高等学校通信教育部として開校
- 1963年 - 和歌山県立和歌山通信制高等学校として和歌山県立桐蔭高等学校から分離
- 1968年 - 和歌山県立陵雲高等学校に改称
- 2002年 - 衛生看護科を廃止
- 2012年 - 和歌山県立青陵高等学校と統合し、和歌山県立きのくに青雲高等学校が開校
- 2015年 - 閉校

## 学科
- 通信制
  - Aコース - 卒業を目的とするコース（4月・8月入学）
  - Bコース - 生涯学習を目的とするコース

## 所在地
- 〒640-8137 和歌山市吹上5丁目6番8号
  - 和歌山県立青陵高等学校、 和歌山県立桐蔭中学校・高等学校と同一敷地内にあり、特に青陵高等学校とは校舎も共有していた。
  - 本校の他、和歌山県立南紀高等学校、和歌山県立新宮高等学校を協力校に持ち、両校の教室を使用したスクーリングも行われていたが、本校閉校に伴い2011年　南紀高校に通信制課程、新宮高校内に南紀高校新宮学級を開設し代替した。

## アクセス
- 和歌山バス小松原五丁目下車 徒歩5分
- JR紀勢本線宮前駅下車 徒歩20分

## 出身者
- 岡本章（政治家）